# (100224) 1994 PO13
(100224) 1994 PO13 es un asteroide perteneciente al cinturón de asteroides, descubierto el 10 de agosto de 1994 por Eric Walter Elst desde el Observatorio de La Silla, Chile.

## Designación y nombre
Designado provisionalmente como 1994 PO13.

## Características orbitales
1994 PO13 está situado a una distancia media del Sol de 2,524 ua, pudiendo alejarse hasta 2,941 ua y acercarse hasta 2,108 ua. Su excentricidad es 0,165 y la inclinación orbital 2,261 grados. Emplea 1465 días en completar una órbita alrededor del Sol.

## Características físicas
La magnitud absoluta de 1994 PO13 es 15,9.